# Haapajoki (vattendrag, lat 62,47, long 27,17)
Haapajoki är ett vattendrag i Finland. Det ligger i den centrala delen av landet, 280 km norr om huvudstaden Helsingfors.